# Central nuclear de Chashma
La Central nuclear de Chashmai cerca de la ciudad de Chashma, Punjab, Pakistán, es un complejo comercial de generación de energía nuclear, que consiste en la planta nuclear de Chashma-I (CHASNUPP-I) y la planta nuclear de Chashma-II (CHASNUPP-II), mientras que CHASNUPP-III y CHASNUPP-IV están en construcción. Los reactores de la planta de Chashma  y otras instalaciones están siendo construidas y operadas por la Comisión de Energía Atómica de Pakistán con el apoyo de China. La OIEA, así como el Departamento de Energía de los Estados Unidos reconocen la urgencia de las necesidades energéticas de Pakistán, que se espera que crezcan entre siete y ocho veces para 2030.